# Леон Хвістек
Леон Хвістек (пол. Leon Chwistek; 13 червня 1884, м. Краків, Польща – 20 серпня 1944, с. Барвиха, Московська область, нині Росія) — польський художник, філософ, літературний та художній критик, математик, художній теоретик.

## Біографія
Леон Хвістек народився в родині відомого польського лікаря — Броніслава Хвістека та художниці Емілії Хвістек, яка була ученицею відомих польських художників — Яна Матейка та Кароля Мікульського.
Своє дитинство Леон Хвістек провів у Закопаному, де познайомився зі Станіславом Віткевичем, Броніславом Малиновським, Каролем Шимановським і Тадеушом Шимберським.
У 1903—1904 роках був вільним слухачем в Академії образотворчих мистецтв у Кракові, навчався у Юзефа Мехоффера.
Леон Хвістек закінчив Ягеллонський університет, де вивчав філософію та математику, а згодом вирішив продовжити своє навчання у Ґеттінґені та Відні (1908—1910).
У 1913—1914 роках навчався образотворчого мистецтва у Парижі, там познайомився з таким напрямом у мистецтві, як кубізм.
Протягом 1914—1916 років перебував на фронті у складі Першої бригади легіонів Польських.
У 1917 році Хвістек став співзасновником краківської групи «Польські експресіоністи» та певний час був її головним теоретиком (окрім Леона, сюди входили: Станіслав Віткевич, Тітус Чижевський та ін.). Від 1919 року група почала називатись «Формістами».
Починаючи від 1922 року, Леон був викладачем математики у Ягеллонському університеті, де у 1928 році захистив дисертацію з математичної логіки. Від 1937 року був головою Львівської спілки польських художників і дизайнерів.
1929 року Хвістек очолив математично-природниче відділення Львівського університету імені Яна Казимира. У 1930 році орендував помешкання на третьому поверсі кам'яниці професора Львівської політехніки Бенедикта Фулінського, що на вул. Гетьмана Тарновського, 82. Тут він оселився разом з дружиною Ольгою та донькою Аліною. Після початку другої світової війни залишився в окупованому радянською та мешкав у кам'яниці, що при вул. Гетьмана Тарновського, до червня 1941 року. Згодом розпочав співпрацю з газетою «Czerwony Sztandar» (укр. Червоний прапор).
17 вересня 1940 року вступив до Союзу радянських письменників України.
Наприкінці червня 1941 року Хвістек, в публіцистичній творчості якого був ряд критичних статей про Гітлера,  під час відступу радянських військ залишає Львів і разом з сім'єю був евакуйований за лінію фронту. 
У 1941—1944 роках Леон Хвістек мешкав у Тбілісі, де викладав математичний аналіз в одному з вишів міста. У 1944 році Ванда Василевська добивається його переведення у Москву, де продовжив викладацьку діяльність. У той самий час за ініціативи Сталіна створювався прорадянський Союз патріотів Польщі, членом якого стає Леон Хвістек.
Хвістек вже тоді був важкохворим. Помер Леон Хвістек 20 серпня 1944 року у Барвисі, під Москвою. Був похований у спільній могилі жертв сталінських репресій на Донському кладовищі Москви. Символічна могила Леона Хвістека знаходиться на Раковицькому цвинтарі Кракова.

## Родина

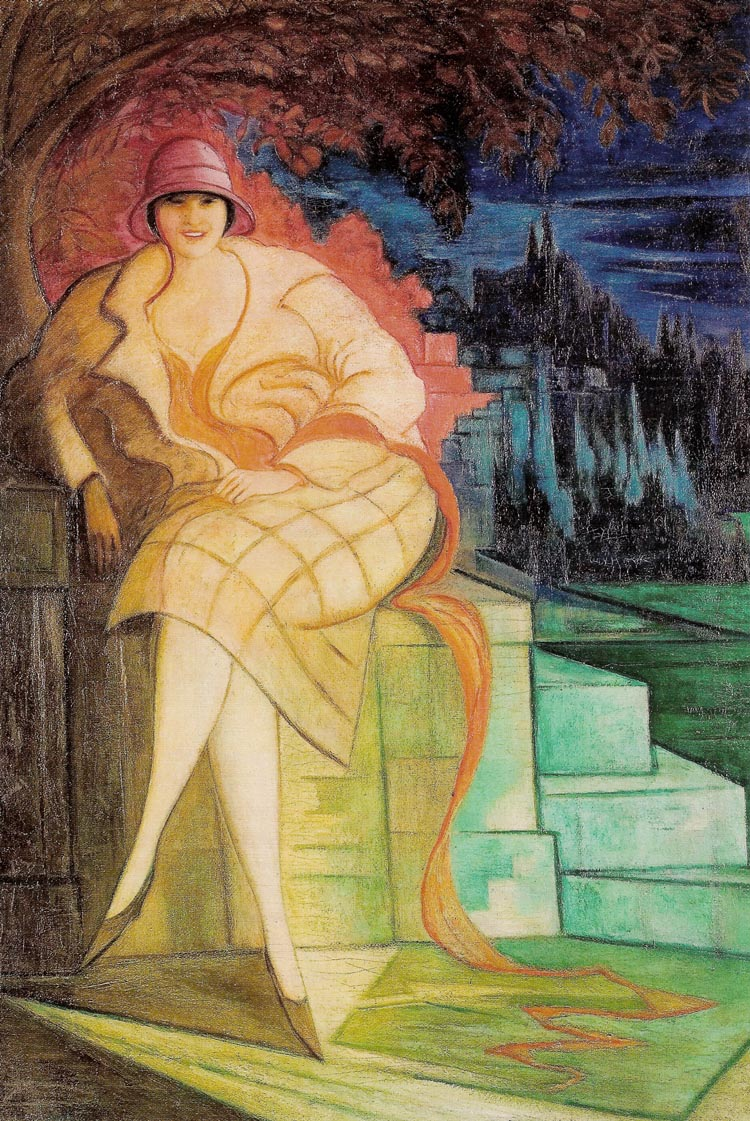
Портрет дружини, 1927

Був одружений з Ольгою Марією Штейнгауз (1892—23 лютого 1962), рідною сестрою відомого польського математика Гуґо Штейнгауза. 31 жовтня 1918 року у подружжя Хвістеків у Львові народилася дочка Аліна, яка у майбутньому стала доктором математики. Крім того, вона була й художницею та авторкою спогадів (померла у Кракові 22 листопада 2007 року). Зять Хвістеків та чоловік Аліни — Станіслав Золтан Давидович, уродженець Борислава, також був представником наукової еліти Кракова — професором фізики.

## Наукова та художня творчість
Основним предметом наукових зацікавлень Леона були основи логіки і математики — конструкції, які належали до теорії типів Бертрана Рассела. В своїх працях він займався перебудовою системи Рассела, побудував систему «чистої теорії типів», якій присвятив багато праць, в тому числі «Zasada sprzeczności w swietle najnowszych badań Bertrana Rassella» (1912), «Antynomie logiki formalnej» (1922), «Miara Lebesgue'a» (1923), «The theory of constructive Types» (1924). В 30-их роках Л. Хвістек разом зі своїми учнями В. Гетпером та Я. Герцбергом опублікував ряд праць з основ логіки та математики.
У філософії, мистецтві та мистецькій критиці відстоював ідею безлічі світів (реальність здорового глузду, чуттєвого сприйняття, точних наук, снів і т. д.). Полемізував з Владиславом Стржеминським та його унізмом.
Персональні виставки його мистецьких робіт проводились у Кракові (1927) та Львові (1934).
Автор романів «Kardynał Poniflet» (1906, рукопис був знищений автором у 1917 році), «Pałace Boga» (1932—1933, під час життя автора були опубліковані лише декілька фрагментів, пробна реконструкція роману опублікована у 1968 році).

## Праці
- Wielość rzeczy (1921);
- The theory of constructive types (principles of logic and mathematics): Part 1—general principles of logic. Theory of classes and relations (Краків, 1923);
- The theory of constructive types: (principles of logic and mathematics). P. 2, Cardinal arithmetic (Краків, 1925);
- Zagadnienia kultury duchowej w Polsce (1933);
- Granice nauki: Zarys logiki i metodologji nauk ścisłych (1935);
- Kilka uwag o podstawowych prawach rozchodzenia się̜  światła (1937);
- Krytyka pojęcia zmiennej w systemie semantyki racjonalnej (1938);
- La méthode générale des sciences positives; l'esprit de la sémantique (Париж, 1946);
- The limits of science: outline of logic and of the methodology of the exact sciences (Лондон, 1948);
- Wielość rzeczywistości w sztuce, i inne szkice literackie (1960);
- Pisma filozoficzne i logiczne (2 тт., 1961—1963);
- Wybór pism estetycznych (2004).